# الدوري الهولندي الدرجة الثانية 1956–57
الدوري الهولندي الدرجة الثانية 1956–57 (بالهولندية: Tweede divisie 1956/57)‏ هو موسم من الدوري الهولندي الدرجة الثانية. كان عدد الأندية المشاركة فيه 30، وفاز فيه نادي كامبور.